# Elecciones a las Cortes de Castilla y León de 2003

Las elecciones a las Cortes de Castilla y León de 2003 se celebraron el 25 de mayo de dicho año. Estas elecciones fueron las primeras para Juan Vicente Herrera como candidato del PP a la presidencia regional, ya que accedió al poder en 2001 sin elecciones, tras el nombramiento de Juan José Lucas como ministro de la Presidencia. En estas elecciones las Cortes pierden un escaño por la provincia de Zamora, quedando el número total de procuradores en 82.
El PP obtuvo mayoría absoluta con 48 de los 82 escaños en juego, por lo que Juan Vicente Herrera continuó como presidente regional con el apoyo de este partido.

## Resultados electorales
| ← Elecciones a las Cortes de Castilla y León de 2003 → |                                                              |                           |         |       |         |     |
| Presidente y gobierno | Partido                                                      | Candidato                 | Votos   | %     | Escaños | +/- |
| - Presidente: Juan Vicente Herrera - Gobierno: PP - Censo: 2.177.222 - Votantes: 1.581.983 (72,7%) - Abstención: 595.239 (27,3%) - Válidos: 1.568.426 - A candidatura: 1.532.399 (97,7%) - Escaños: 82 | Partido Popular (PP)                                         | Juan Vicente Herrera      | 760.510 | 49,63 | 48      | =   |
| - Presidente: Juan Vicente Herrera - Gobierno: PP - Censo: 2.177.222 - Votantes: 1.581.983 (72,7%) - Abstención: 595.239 (27,3%) - Válidos: 1.568.426 - A candidatura: 1.532.399 (97,7%) - Escaños: 82 | Partido Socialista Obrero Español (PSOE)                     | Ángel Villalba            | 576.769 | 37,64 | 32      | +2  |
| - Presidente: Juan Vicente Herrera - Gobierno: PP - Censo: 2.177.222 - Votantes: 1.581.983 (72,7%) - Abstención: 595.239 (27,3%) - Válidos: 1.568.426 - A candidatura: 1.532.399 (97,7%) - Escaños: 82 | Unión del Pueblo Leonés (UPL)                                | Joaquín Otero             | 60.331  | 3,94  | 2       | -1  |
| - Presidente: Juan Vicente Herrera - Gobierno: PP - Censo: 2.177.222 - Votantes: 1.581.983 (72,7%) - Abstención: 595.239 (27,3%) - Válidos: 1.568.426 - A candidatura: 1.532.399 (97,7%) - Escaños: 82 | Izquierda Unida-Castilla y León (IU-CYL)                     | José Luis Conde           | 54.085  | 3,53  | 0       | -1  |
| - Presidente: Juan Vicente Herrera - Gobierno: PP - Censo: 2.177.222 - Votantes: 1.581.983 (72,7%) - Abstención: 595.239 (27,3%) - Válidos: 1.568.426 - A candidatura: 1.532.399 (97,7%) - Escaños: 82 | Tierra Comunera-Partido Nacionalista Castellano (TC-PNC)     | Juan Carlos Rad Moradillo | 18.595  | 1,21  | 0       | -1  |
| - Presidente: Juan Vicente Herrera - Gobierno: PP - Censo: 2.177.222 - Votantes: 1.581.983 (72,7%) - Abstención: 595.239 (27,3%) - Válidos: 1.568.426 - A candidatura: 1.532.399 (97,7%) - Escaños: 82 | Candidatura Independiente-El Partido de Castilla y León (CI) |                           | 11.180  | 0,73  | 0       |     |
| - Presidente: Juan Vicente Herrera - Gobierno: PP - Censo: 2.177.222 - Votantes: 1.581.983 (72,7%) - Abstención: 595.239 (27,3%) - Válidos: 1.568.426 - A candidatura: 1.532.399 (97,7%) - Escaños: 82 | Unión del Pueblo Salmantino (UPSa)                           |                           | 6.630   | 0,43  | 0       |     |
| - Presidente: Juan Vicente Herrera - Gobierno: PP - Censo: 2.177.222 - Votantes: 1.581.983 (72,7%) - Abstención: 595.239 (27,3%) - Válidos: 1.568.426 - A candidatura: 1.532.399 (97,7%) - Escaños: 82 | Unidad Regionalista de Castilla y León (URCL)                |                           | 5.323   | 0,35  | 0       |     |
| - Presidente: Juan Vicente Herrera - Gobierno: PP - Censo: 2.177.222 - Votantes: 1.581.983 (72,7%) - Abstención: 595.239 (27,3%) - Válidos: 1.568.426 - A candidatura: 1.532.399 (97,7%) - Escaños: 82 | Los Verdes-Foro de Izquierdas (LV-FI)                        |                           | 4.130   | 0,27  | 0       |     |
| - Presidente: Juan Vicente Herrera - Gobierno: PP - Censo: 2.177.222 - Votantes: 1.581.983 (72,7%) - Abstención: 595.239 (27,3%) - Válidos: 1.568.426 - A candidatura: 1.532.399 (97,7%) - Escaños: 82 | Izquierda Castellana (IZCA)                                  |                           | 3.972   | 0,26  | 0       |     |
| - Presidente: Juan Vicente Herrera - Gobierno: PP - Censo: 2.177.222 - Votantes: 1.581.983 (72,7%) - Abstención: 595.239 (27,3%) - Válidos: 1.568.426 - A candidatura: 1.532.399 (97,7%) - Escaños: 82 | Centro Democrático y Social (CDS)                            |                           | 3.016   | 0,20  | 0       |     |
| - Presidente: Juan Vicente Herrera - Gobierno: PP - Censo: 2.177.222 - Votantes: 1.581.983 (72,7%) - Abstención: 595.239 (27,3%) - Válidos: 1.568.426 - A candidatura: 1.532.399 (97,7%) - Escaños: 82 | Zamora Unida (ZU)                                            |                           | 2.579   | 0,17  | 0       |     |
| - Presidente: Juan Vicente Herrera - Gobierno: PP - Censo: 2.177.222 - Votantes: 1.581.983 (72,7%) - Abstención: 595.239 (27,3%) - Válidos: 1.568.426 - A candidatura: 1.532.399 (97,7%) - Escaños: 82 | Izquierda Republicana (IR)                                   |                           | 2.420   | 0,16  | 0       |     |
| - Presidente: Juan Vicente Herrera - Gobierno: PP - Censo: 2.177.222 - Votantes: 1.581.983 (72,7%) - Abstención: 595.239 (27,3%) - Válidos: 1.568.426 - A candidatura: 1.532.399 (97,7%) - Escaños: 82 | Partido de El Bierzo (PDB)                                   |                           | 2.286   | 0,15  | 0       |     |
| - Presidente: Juan Vicente Herrera - Gobierno: PP - Censo: 2.177.222 - Votantes: 1.581.983 (72,7%) - Abstención: 595.239 (27,3%) - Válidos: 1.568.426 - A candidatura: 1.532.399 (97,7%) - Escaños: 82 | Los Verdes-Grupo Verde (LV-GV)                               |                           | 2.196   | 0,14  | 0       |     |
| - Presidente: Juan Vicente Herrera - Gobierno: PP - Censo: 2.177.222 - Votantes: 1.581.983 (72,7%) - Abstención: 595.239 (27,3%) - Válidos: 1.568.426 - A candidatura: 1.532.399 (97,7%) - Escaños: 82 | Ciudadanos Independientes Unidos Leoneses (CiuLe)            |                           | 2.051   | 0,13  | 0       |     |
| - Presidente: Juan Vicente Herrera - Gobierno: PP - Censo: 2.177.222 - Votantes: 1.581.983 (72,7%) - Abstención: 595.239 (27,3%) - Válidos: 1.568.426 - A candidatura: 1.532.399 (97,7%) - Escaños: 82 | Partido Humanista (PH)                                       |                           | 2.038   | 0,13  | 0       |     |
| - Presidente: Juan Vicente Herrera - Gobierno: PP - Censo: 2.177.222 - Votantes: 1.581.983 (72,7%) - Abstención: 595.239 (27,3%) - Válidos: 1.568.426 - A candidatura: 1.532.399 (97,7%) - Escaños: 82 | Unión del Pueblo Zamorano (UPZ)                              |                           | 1.998   | 0,13  | 0       |     |
| - Presidente: Juan Vicente Herrera - Gobierno: PP - Censo: 2.177.222 - Votantes: 1.581.983 (72,7%) - Abstención: 595.239 (27,3%) - Válidos: 1.568.426 - A candidatura: 1.532.399 (97,7%) - Escaños: 82 | Iniciativa por el Desarrollo de Soria (IDES)                 |                           | 1.908   | 0,12  | 0       |     |
| - Presidente: Juan Vicente Herrera - Gobierno: PP - Censo: 2.177.222 - Votantes: 1.581.983 (72,7%) - Abstención: 595.239 (27,3%) - Válidos: 1.568.426 - A candidatura: 1.532.399 (97,7%) - Escaños: 82 | Los Verdes (LV)                                              |                           | 1.835   | 0,12  | 0       |     |
| - Presidente: Juan Vicente Herrera - Gobierno: PP - Censo: 2.177.222 - Votantes: 1.581.983 (72,7%) - Abstención: 595.239 (27,3%) - Válidos: 1.568.426 - A candidatura: 1.532.399 (97,7%) - Escaños: 82 | Partido Regionalista del País Leonés (PREPAL)                |                           | 1.620   | 0,11  | 0       |     |
| - Presidente: Juan Vicente Herrera - Gobierno: PP - Censo: 2.177.222 - Votantes: 1.581.983 (72,7%) - Abstención: 595.239 (27,3%) - Válidos: 1.568.426 - A candidatura: 1.532.399 (97,7%) - Escaños: 82 | Los Verdes-CIVES (LV-CIVES)                                  |                           | 1.459   | 0,10  | 0       |     |
| - Presidente: Juan Vicente Herrera - Gobierno: PP - Censo: 2.177.222 - Votantes: 1.581.983 (72,7%) - Abstención: 595.239 (27,3%) - Válidos: 1.568.426 - A candidatura: 1.532.399 (97,7%) - Escaños: 82 | Alternativa Segoviana (AS)                                   |                           | 1.314   | 0,09  | 0       |     |
| - Presidente: Juan Vicente Herrera - Gobierno: PP - Censo: 2.177.222 - Votantes: 1.581.983 (72,7%) - Abstención: 595.239 (27,3%) - Válidos: 1.568.426 - A candidatura: 1.532.399 (97,7%) - Escaños: 82 | La Falange (FE)                                              |                           | 1.197   | 0,08  | 0       |     |
| - Presidente: Juan Vicente Herrera - Gobierno: PP - Censo: 2.177.222 - Votantes: 1.581.983 (72,7%) - Abstención: 595.239 (27,3%) - Válidos: 1.568.426 - A candidatura: 1.532.399 (97,7%) - Escaños: 82 | Partido Regionalista de El Bierzo (PRB)                      |                           | 1.041   | 0,07  | 0       |     |
| - Presidente: Juan Vicente Herrera - Gobierno: PP - Censo: 2.177.222 - Votantes: 1.581.983 (72,7%) - Abstención: 595.239 (27,3%) - Válidos: 1.568.426 - A candidatura: 1.532.399 (97,7%) - Escaños: 82 | Unión Centrista Liberal (UCL)                                |                           | 652     | 0,04  | 0       |     |
| - Presidente: Juan Vicente Herrera - Gobierno: PP - Censo: 2.177.222 - Votantes: 1.581.983 (72,7%) - Abstención: 595.239 (27,3%) - Válidos: 1.568.426 - A candidatura: 1.532.399 (97,7%) - Escaños: 82 | Falange Española Independiente-Falange 2000 (FEI-FE2000)     |                           | 556     | 0,04  | 0       |     |
| - Presidente: Juan Vicente Herrera - Gobierno: PP - Censo: 2.177.222 - Votantes: 1.581.983 (72,7%) - Abstención: 595.239 (27,3%) - Válidos: 1.568.426 - A candidatura: 1.532.399 (97,7%) - Escaños: 82 | Partido Demócrata Español (PADE)                             |                           | 465     | 0,03  | 0       |     |
| - Presidente: Juan Vicente Herrera - Gobierno: PP - Censo: 2.177.222 - Votantes: 1.581.983 (72,7%) - Abstención: 595.239 (27,3%) - Válidos: 1.568.426 - A candidatura: 1.532.399 (97,7%) - Escaños: 82 | Falange Auténtica (FA)                                       |                           | 243     | 0,02  | 0       |     |
| - Presidente: Juan Vicente Herrera - Gobierno: PP - Censo: 2.177.222 - Votantes: 1.581.983 (72,7%) - Abstención: 595.239 (27,3%) - Válidos: 1.568.426 - A candidatura: 1.532.399 (97,7%) - Escaños: 82 | En blanco                                                    | N/A                       | 36.027  | 2,3   | N/A     | N/A |
| - Presidente: Juan Vicente Herrera - Gobierno: PP - Censo: 2.177.222 - Votantes: 1.581.983 (72,7%) - Abstención: 595.239 (27,3%) - Válidos: 1.568.426 - A candidatura: 1.532.399 (97,7%) - Escaños: 82 | Nulos                                                        | N/A                       |         |       | N/A     | N/A |

### Datos generales

Resultados por provincia y ciudad

| Provincia  | Participación | Votos en blanco | Votos nulos |
| ---------- | ------------- | --------------- | ----------- |
| Ávila      | 77,36%        | 1,48%           | 0,81%       |
| Burgos     | 71,62%        | 2,21%           | 0,70%       |
| León       | 70,88%        | 1,13%           | 0,43%       |
| Palencia   | 75,01%        | 1,86%           | 0,78%       |
| Salamanca  | 70,76%        | 1,34%           | 0,55%       |
| Segovia    | 76,24%        | 1,83%           | 0,86%       |
| Soria      | 71,53%        | 2,38%           | 0,88%       |
| Valladolid | 73,49%        | 1,91%           | 0,54%       |
| Zamora     | 72,66%        | 1,50%           | 0,75%       |
| Total      | 72,66%        | 1,65%           | 0,62%       |

### Reparto de escaños
| Provincia  | PP | PSOE | UPL | TOTAL |
| ---------- | -- | ---- | --- | ----- |
| Ávila      | 5  | 2    | 0   | 7     |
| Burgos     | 7  | 4    | 0   | 11    |
| León       | 6  | 6    | 2   | 14    |
| Palencia   | 4  | 3    | 0   | 7     |
| Salamanca  | 7  | 4    | 0   | 11    |
| Segovia    | 4  | 2    | 0   | 6     |
| Soria      | 3  | 2    | 0   | 5     |
| Valladolid | 8  | 6    | 0   | 14    |
| Zamora     | 4  | 3    | 0   | 7     |
| Total      | 48 | 32   | 2   | 82    |

## Elección e investidura del Presidente de la Junta
La votación para la investidura del Presidente de la Junta en las Cortes de Castilla y León tuvo el siguiente resultado:
| Candidato                 | Fecha                                                  | Voto       |    |    |   | Total |
| ------------------------- | ------------------------------------------------------ | ---------- | -- | -- | - | ----- |
| Juan Vicente Herrera (PP) | 2 de julio de 2003 Mayoría requerida: Absoluta (42/82) | Sí         | 48 |    |   | 48/82 |
| Juan Vicente Herrera (PP) | 2 de julio de 2003 Mayoría requerida: Absoluta (42/82) | No         |    | 32 | 2 | 34/82 |
| Juan Vicente Herrera (PP) | 2 de julio de 2003 Mayoría requerida: Absoluta (42/82) | Abstención |    |    |   | 0/82  |